# Georg Hoffinger
Georg Hoffinger (* 25. September 1941 in Großebersdorf) ist ein ehemaliger österreichischer Politiker (ÖVP) und Kaufmann. Er war von 1983 bis 1998 Abgeordneter zum Landtag von Niederösterreich.

## Leben
Hoffinger besuchte nach der Volks- und Hauptschule eine Handelsschule und war danach als Kaufmann im elterlichen Betrieb beschäftigt. 1966 übernahm er den Betrieb seiner Eltern, ab 1970 engagierte er sich als Gemeinderat in Großebersdorf. Bereits im Jahr 1971 übernahm er das Amt des Bürgermeisters, das er bis 1988 ausübte. Hoffinger war zudem in verschiedenen Kammerfunktionen aktiv und hatte von 1998 bis 1999 das Amt des Vizepräsidenten der Wirtschaftskammer Niederösterreich inne. Hoffinger vertrat die ÖVP zwischen dem 4. November 1983 und dem 16. April 1998 im Niederösterreichischen Landtag.

## Auszeichnungen
- 1998: Großes Silbernes Ehrenzeichen für Verdienste um die Republik Österreich[1]
- Berufstitel Kommerzialrat